# Organización Fuerza en Movimiento
Organización Fuerza en Movimiento (OFM) es un partido político venezolano de ámbito regional en el estado Lara, liderado por el exgobernador de dicho estado Orlando Fernández Medina. El partido existió como una tarjeta electoral de apoyo a Fernández, dirigente del Movimiento al Socialismo, entre 1995 y 2000, pero luego de la ruptura de éste con el chavismo adquirió estructura y se convirtió en un partido político constituido. En 2012 el partido se fusionó con Un Nuevo Tiempo, hasta 2022 que se reactivó como organización política.

## Historia

### Antes de su disolución (1998-2012)
El nombre del partido se une en las siglas OFM, el cual a su vez coincide con las siglas del nombre de su fundador, Orlando Fernández Medina. La primera participación electoral del partido fue en las elecciones regionales de 1998, cuando apoyó a su líder, quien venía siendo gobernador desde 1995, en su candidatura a la reelección, quien fue finalmente elegido, quedando la tarjeta OFM de cuarto lugar en la alianza, con el 7 % de los votos. Durante este período, formó parte de la alianza de partidos que apoyaban al candidato, y posterior presidente, Hugo Chávez, denominada «Polo Patriótico».
En las elecciones regionales de 2000, Fernández decide no postularse a la reelección por tercera vez, apoyando OFM la candidatura de Luis Reyes Reyes, candidato del Movimiento V República, quien resulta electo. El partido aportó 6,3 % de votos en dicha elección, siendo la segunda fuerza del Polo Patriótico. Poco tiempo después, Fernández rompe con Chávez y el Polo Patriótico, por lo que el partido OFM se convierte en parte de la oposición, trayendo consigo a diversos dirigentes del Movimiento al Socialismo.
Fernández Medina se postula nuevamente a la gobernación de Lara en las elecciones regionales de 2004, esta vez como candidato de la oposición, y como líder pleno de OFM, sin pertenecer al MAS, quien además obtuvo el apoyo de partidos como COPEI y La Causa Radical. Fernández obtuvo el 18 % y el segundo lugar, mientras que OFM acumuló el 13 % de votos, convirtiéndose en el segundo más votado del estado, detrás del MVR.
En noviembre de 2006, un grupo de dirigentes del partido, abandonó la organización para unirse en la campaña del presidente Hugo Chávez, criticando lo que calificaron como «torpezas» de la oposición. En las elecciones presidenciales de 2006, el partido apoyó indirectamente al candidato presidencial opositor, Manuel Rosales. En las regionales de 2008, postulan a la gobernación de Lara a Freddy Andrade, quien obtuvo el tercer lugar con 8 %, aportando OFM el 4 %, la mitad de los votos, mientras que su mejor resultado en una alcaldía fue en la del Municipio Jiménez, cuyo candidato Juan Balza obtuvo el 18 %. En 2010, OFM fue identificado como uno de los principales partidos políticos regionales de Venezuela, y el más importante del Estado Lara, aportando en las elecciones parlamentarias de septiembre de ese año el 1 % en el estado, o 7.523 votos, dentro de la Mesa de la Unidad Democrática. La tarjeta de OFM apoyó a Henri Falcón en las elecciones de 2012 para la gobernación, obteniendo sólo el 0,39 % de votos.
El 19 de noviembre de 2012, OFM anunció su fusión en el partido político opositor Un Nuevo Tiempo, pasando sus estructuras y dirigentes a este partido, liderado por Alfonso Marquina, para ese momento, en el Estado Lara. Medina señaló que ambos partidos compartían una posición centroizquierdista, «que lucha por las igualdades sociales, por la libertad de expresión y lucha contra la descentralización que hoy en día afecta a todos nuestros gobernadores y alcaldes».

### Reactivación (desde 2022)
Luego de casi diez años de haber desaparecido como partido político ante su fusión con UNT, en mayo de 2022, Orlando Fernández Medina anunció que reactivaría Organización Fuerza en Movimiento, debido a discrepancias y diferencias con la dirigencia regional de Un Nuevo Tiempo. Fernández se mantuvo como coordinador general del partido, secretario de organización Gustavo Zerpa, mientras que la directiva la conforma Tonino Calabrese y Raúl García en el área sindical, así como Dagmary Fernández y Margare Guevada en la dirección femenina. Durante 2023, OFM se integró en la coalición opositora, Plataforma Unitaria.
El 22 de mayo de 2023, OFM anunció su apoyo a la precandidata presidencial de Vente Venezuela, María Corina Machado en las elecciones primarias opositoras de octubre de ese año. Fernández anunció que no tenía aspiraciones para la gobernación de Lara, priorizando buscar ganar las elecciones presidenciales de 2024.

## Resultados electorales

### Gobernación de Lara
|  | 53,53 % |

|  | 6,33 % |

|  | 18,70 % |

|  | 8,89 % |

|  | 0,39 % |